# Catherine Stihler

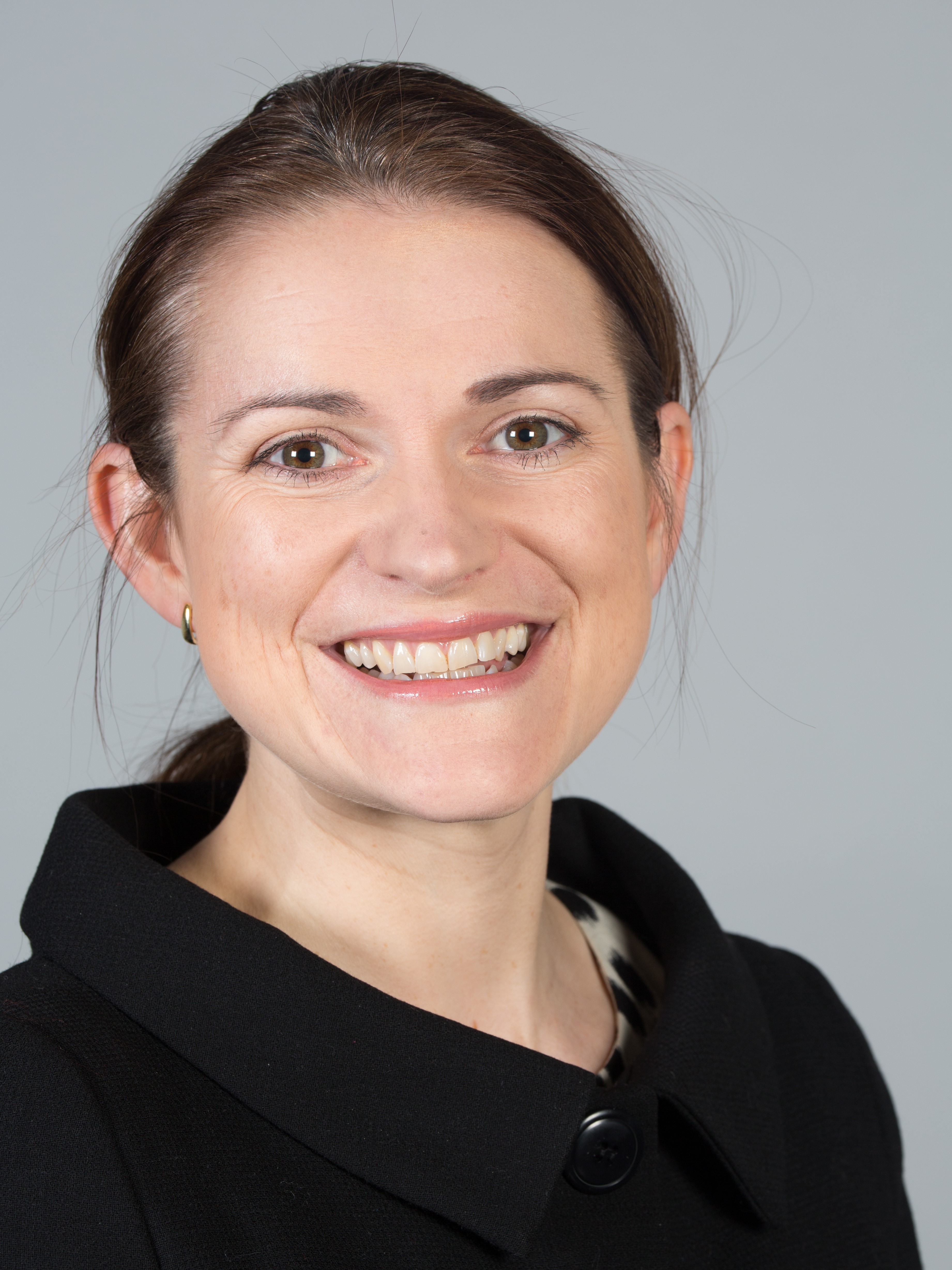

Catherine Stihler (n. 30 iulie 1973) este un om politic britanic, membru al Parlamentului European în perioadele 1999-2004 și 1999-2004 din partea Regatului Unit.
1. ↑   https://blog.okfn.org/2018/11/30/catherine-stihler-appointed-new-ceo-of-open-knowledge-international/ Lipsește sau este vid: |title= (ajutor)
2. ↑  Deputații în Parlamentul European
3. 1 2   https://standrewsrarebooks.wordpress.com/2018/04/13/rectors-of-the-university-of-st-andrews-1993-to-present/ Lipsește sau este vid: |title= (ajutor)